# Jhondly van der Meer
Jhondly van der Meer (Santo Domingo, 22 marzo 2002) è un calciatore haitiano, centrocampista del Template:Calcio Frisia.

## Carriera

### Club
Cresciuto nel settore giovanile del Cambuur, debutta in prima squadra il 5 settembre 2020 in occasione dell'incontro di Eerste Divisie vinto 7-1 contro il MVV.

### Nazionale
Il 1º settembre 2021 debutta con la nazionale haitiana giocando da titolare l'amichevole persa 6-1 contro il Bahrein.

## Statistiche
Statistiche aggiornate al 9 ottobre 2024.

### Presenze e reti nei club
| Stagione        | Squadra         | Campionato      | Campionato | Campionato | Coppe nazionali | Coppe nazionali | Coppe nazionali | Coppe continentali | Coppe continentali | Coppe continentali | Altre coppe | Altre coppe | Altre coppe | Totale | Totale | Totale |
| Stagione        | Squadra         | Comp            | Pres       | Reti       | Comp            | Pres            | Reti            | Comp               | Pres               | Reti               | Comp        | Pres        | Reti        | Pres   | Reti   |        |
| --------------- | --------------- | --------------- | ---------- | ---------- | --------------- | --------------- | --------------- | ------------------ | ------------------ | ------------------ | ----------- | ----------- | ----------- | ------ | ------ | ------ |
| 2020-2021       | Cambuur         | 1D              | 1          | 0          | CO              | 0               | 0               |                    | -                  | -                  |             | -           | -           | 1      | 0      |        |
| 2021-2022       | Cambuur         | ED              | 10         | 0          | CO              | 2               | 0               |                    | -                  | -                  |             | -           | -           | 12     | 0      |        |
| 2022-2023       | Cambuur         | ED              | 0          | 0          | CO              | 0               | 0               |                    | -                  | -                  |             | -           | -           | 0      | 0      |        |
| 2023-2024       | Cambuur         | 1D              | 19         | 0          | CO              | 3               | 0               |                    | -                  | -                  |             | -           | -           | 22     | 0      |        |
| Totale Cambuur  | Totale Cambuur  | Totale Cambuur  | 30         | 0          |                 | 5               | 0               |                    | -                  | -                  |             | -           | -           | 35     | 0      |        |
| 2024            | Jerv            | 2D              | 4          | 0          | CN              | 0               | 0               |                    | -                  | -                  |             | -           | -           | 0      | 0      |        |
| Totale carriera | Totale carriera | Totale carriera | 34         | 0          |                 | 5               | 0               |                    | -                  | -                  |             | -           | -           | 39     | 0      |        |

### Cronologia presenze e reti in nazionale
| Cronologia completa delle presenze e delle reti in nazionale ― Haiti | Cronologia completa delle presenze e delle reti in nazionale ― Haiti | Cronologia completa delle presenze e delle reti in nazionale ― Haiti | Cronologia completa delle presenze e delle reti in nazionale ― Haiti | Cronologia completa delle presenze e delle reti in nazionale ― Haiti | Cronologia completa delle presenze e delle reti in nazionale ― Haiti | Cronologia completa delle presenze e delle reti in nazionale ― Haiti | Cronologia completa delle presenze e delle reti in nazionale ― Haiti |
| Data                                                                 | Città                                                                | In casa                                                              | Risultato                                                            | Ospiti                                                               | Competizione                                                         | Reti                                                                 | Note                                                                 |
| -------------------------------------------------------------------- | -------------------------------------------------------------------- | -------------------------------------------------------------------- | -------------------------------------------------------------------- | -------------------------------------------------------------------- | -------------------------------------------------------------------- | -------------------------------------------------------------------- | -------------------------------------------------------------------- |
| 1-9-2021                                                             | Riffa                                                                | Bahrein                                                              | 6 – 1                                                                | Haiti                                                                | Amichevole                                                           | -                                                                    |                                                                      |
| 4-9-2021                                                             | Riffa                                                                | Giordania                                                            | 0 – 2                                                                | Haiti                                                                | Amichevole                                                           | -                                                                    |                                                                      |
| 27-3-2022                                                            | Fort Lauderdale                                                      | Guatemala                                                            | 2 – 1                                                                | Haiti                                                                | Amichevole                                                           | -                                                                    | 85’                                                                  |
| Totale                                                               |                                                                      | Presenze                                                             | 3                                                                    |                                                                      | Reti                                                                 | 0                                                                    |                                                                      |

## Palmarès

### Club

#### Competizioni nazionali
- Eerste Divisie: 1

Cambuur: 2020-2021